# Passoscuro
Passoscuro, parfois écrit Passo Oscuro, est une petite agglomération sur la côte tyrrhénienne du Latium. Elle se trouve sur le littoral romain à 5 km au nord de Fregene.
D'un point de vue administratif, c'est un hameau (frazione) de la commune de Fiumicino (anciennement zone XLVII), dans l'Agro Romano.
Les habitations ont été construites au XXe siècle, juste à côté de la plage sablonneuse de la côte du Latium.
Le nom passo oscuro (passage obscur) vient d'un passage côtier fréquenté par des chasseurs. Il est mentionné en 1724 dans une note du pape Benoît XIII.

## Histoire

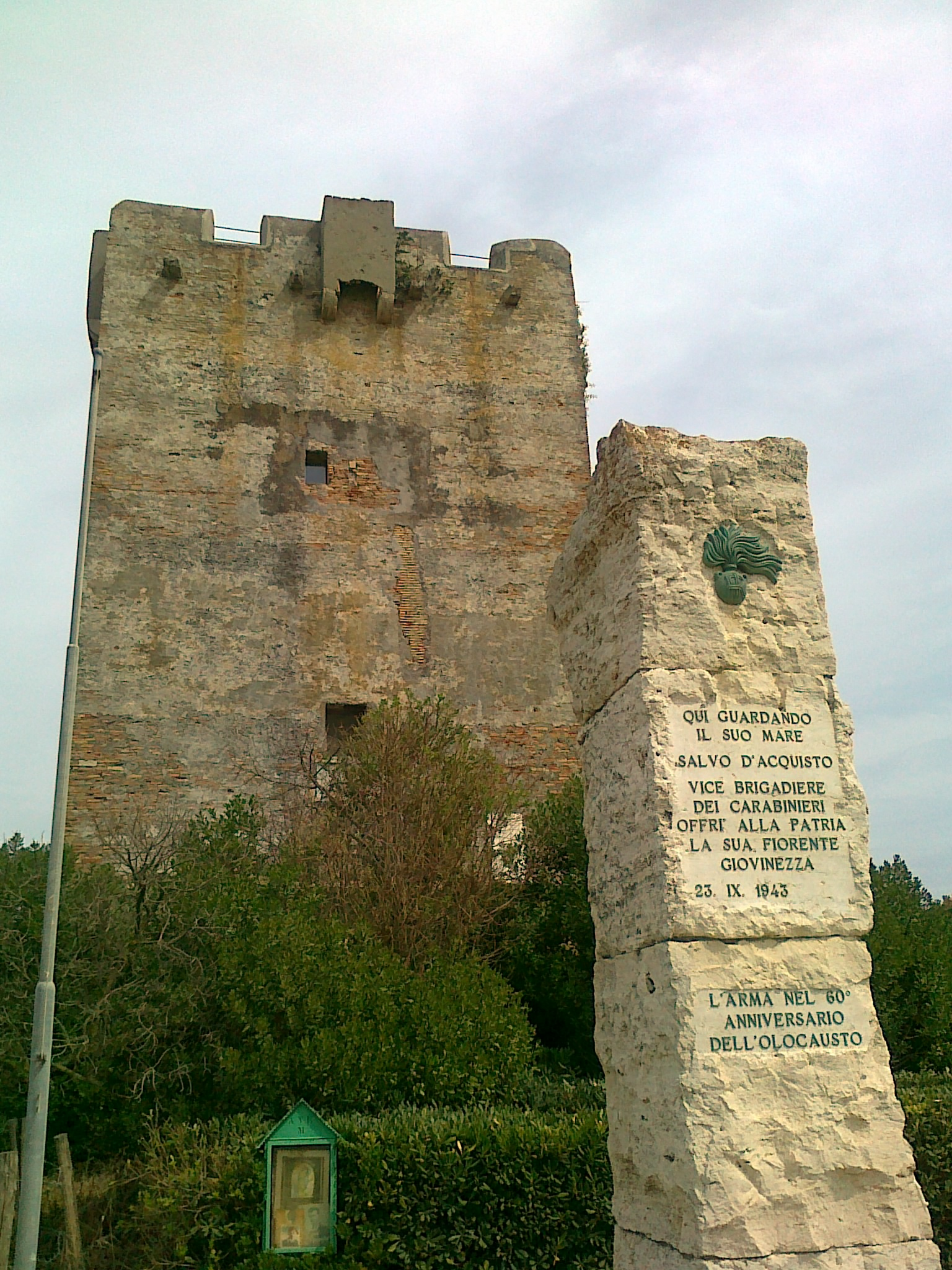
Torre di Palidoro, avec la plaque commémorative dédiée à Salvo d'Acquisto.

L'emplacement actuel des maisons était certainement le même dès l'époque romaine : à Torre di Palidoro (it), adossés aux dunes côtières, se trouvent des restes d'opus reticulatum appartenant à une villa romaine.
Cette Torre di Palidoro se trouve au nord des maisons, près de l'embouchure du Fosso delle cadute, dans une propriété privée. Il s'agit d'une tour de garde côtière érigée au XIe siècle, et dont la fonction était de défendre la côte contre les menaces d'incursions sarrasines. Lorsqu'elle cessa d'assurer sa fonction défensive, la tour tomba en désuétude puis en ruine, et ne fut reconstruite que bien plus tard, au XVIe siècle.
La zone fut ensuite donnée à l'hôpital Arcispedale Santo Spirito in Saxia de Rome par la famille Peretti, propriétaire du proche Castello di Torre In Pietra (it).
Torre di Palidoro a également été le théâtre de l'exécution de Salvo D'Acquisto le 23 septembre 1943. Ce-dernier s'était sacrifié pour sauver un groupe de civils d'une rafle nazie.

## Urbanisme
L'agglomération moderne à commencer à se peupler dans les années 1920, quand cette zone était fréquentée essentiellement par des pêcheurs. Le développement urbain continua de façon désordonnée et irrationnelle après la Seconde Guerre mondiale. Dans les années 1940-1950, une fois la zone rendue complètement salubre, on y trouvait plus de 200 familles logées dans des baraques précaires et dans des cases de bois, d'argile, de branches et de canne. Marginalisés des zones urbaines, ces premiers habitants de Passo Oscuro « vivaient de grenouilles, de poissons d'eau douce et salée, de braconnage et de cueillette dans le maquis ».
Cet urbanisme informel a empiré avec les constructions sans permis de construire de la fin du XXe siècle, avec l'édification de petites maisons de maçonnerie, parfois sur des terrains occupés sans acte de propriété, parfois par transformation des baraques existantes et souvent en autoconstruction. Les résidences secondaires illégales prolifèrent également. Cette croissance désordonnée donne naissance à un fatras architectural à l'apparence organique. Au début du XXIe siècle, l'agglomération a été choisie comme lieu de résidence par de nombreux étrangers, notamment roumains.
L'agglomération se présente comme des petites maisons basses (à un ou deux étages) autour d'une voie de communication principale parallèle à la côte. Les maisons se pressent jusqu'à la limite de la plage, là où se trouvaient autrefois des dunes et il n'y a donc pas de promenade de bord de mer.
Un peu au nord de la tour, près des dunes, dans une zone non habitée, se trouve un pôle pédiatrique faisant partie de l'Ospedale pediatrico Bambino Gesù (it), dont la structure principale se trouve dans le centre historique de Rome.

## Communes limitrophes
Le territoire de Passo Oscuro jouxte au nord les communes de Ladispoli et de Cerveteri. À l'ouest, elle est bordée par la Mer Tyrrhénienne. Au sud se trouve la zone XLIII Maccarese Nord, au sud-est la zone XLVI Torrimpietra et à l'est la zone XLIX Santa Maria di Galeria.

## Tourisme
Les maisons sont proches de la vaste plage de sable caractéristique du littoral du Latium au nord de Fiumicino. Bordée de dunes, c'est la plage la plus au nord des zones balnéaires de Fiumicino. Pour cette raison, elle est un peu plus intacte que des plages plus au sud elles aussi visitées par les habitants de Rome.

## Représentation au cinéma

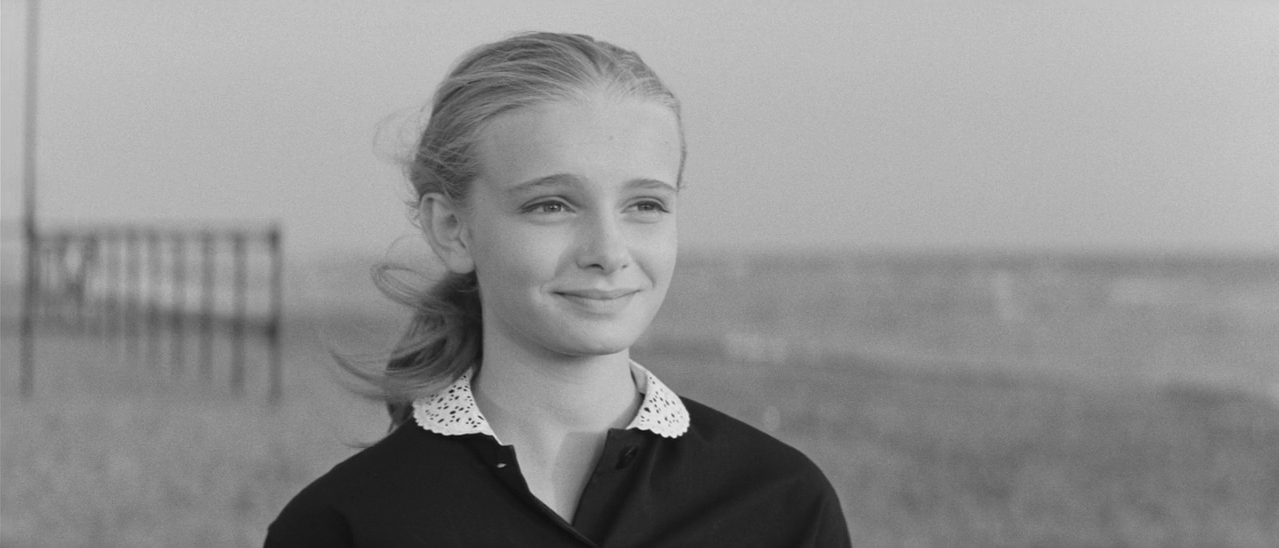
Paola sur la plage de Passo Oscuro, dans la scène finale de La dolce vita.

Le critique de cinéma Tullio Kezich rapporte que deux scènes du film La dolce vita de Federico Fellini ont été tournées à Passoscuro.
Dans une trattoria de Passoscuro, Marcello Rubini (Marcello Mastroianni) essaye de travailler sur sa machine à écrire, quand son attention est attirée par une jeune serveuse, Paola (Valeria Ciangottini).
Dans la scène finale du film, sur la plage, après une nuit de fête et après avoir assisté à la capture d'un « monstre marin » par les pêcheurs locaux, Marcello aperçoit Paola. Celle-ci essaye de communiquer avec lui par gestes, alors qu'elle en est séparée par un fil d'eau et par le bruit de la mer et du vent.

### Crédits de traduction
- (it) Cet article est partiellement ou en totalité issu de l’article de Wikipédia en italien intitulé « Passoscuro » (voir la liste des auteurs).